# Oncocnemis utahensis
Oncocnemis utahensis är en fjärilsart som beskrevs av Barnes och Benjamin 1924. Oncocnemis utahensis ingår i släktet Oncocnemis och familjen nattflyn. Inga underarter finns listade i Catalogue of Life.